# Tuber borchii
Tuber borchii är en svampart som beskrevs av Vittad. 1831. Tuber borchii ingår i släktet Tuber och familjen Tuberaceae.   Inga underarter finns listade i Catalogue of Life.

## Källor

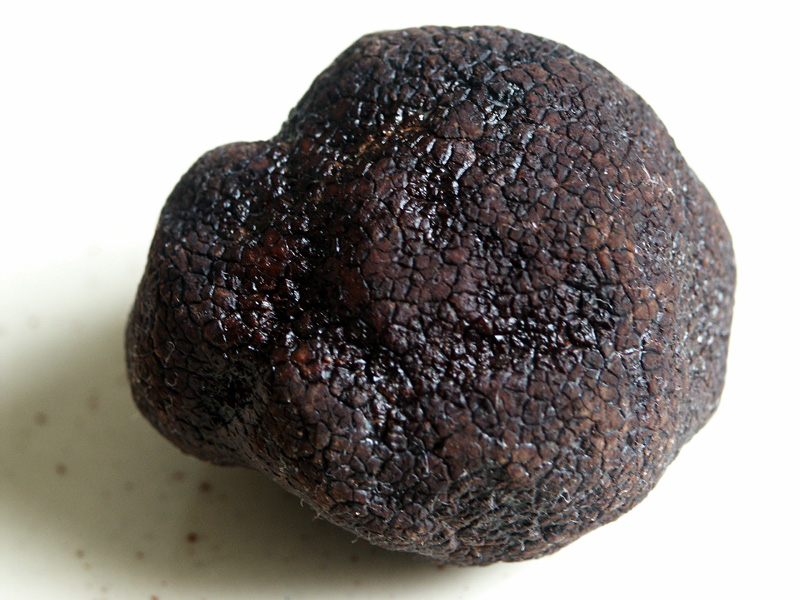
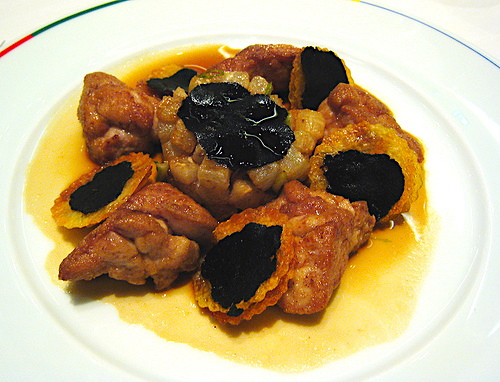
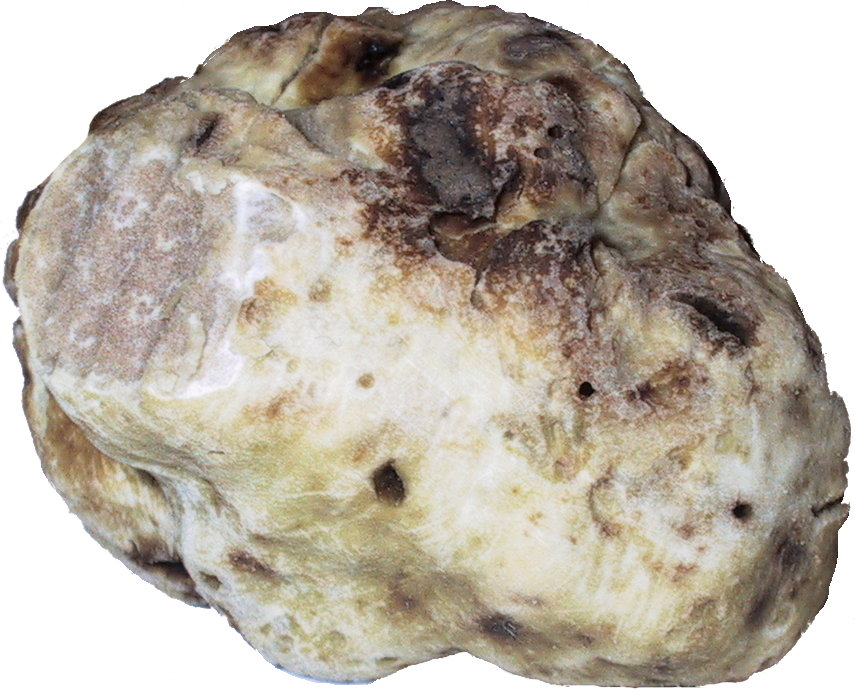
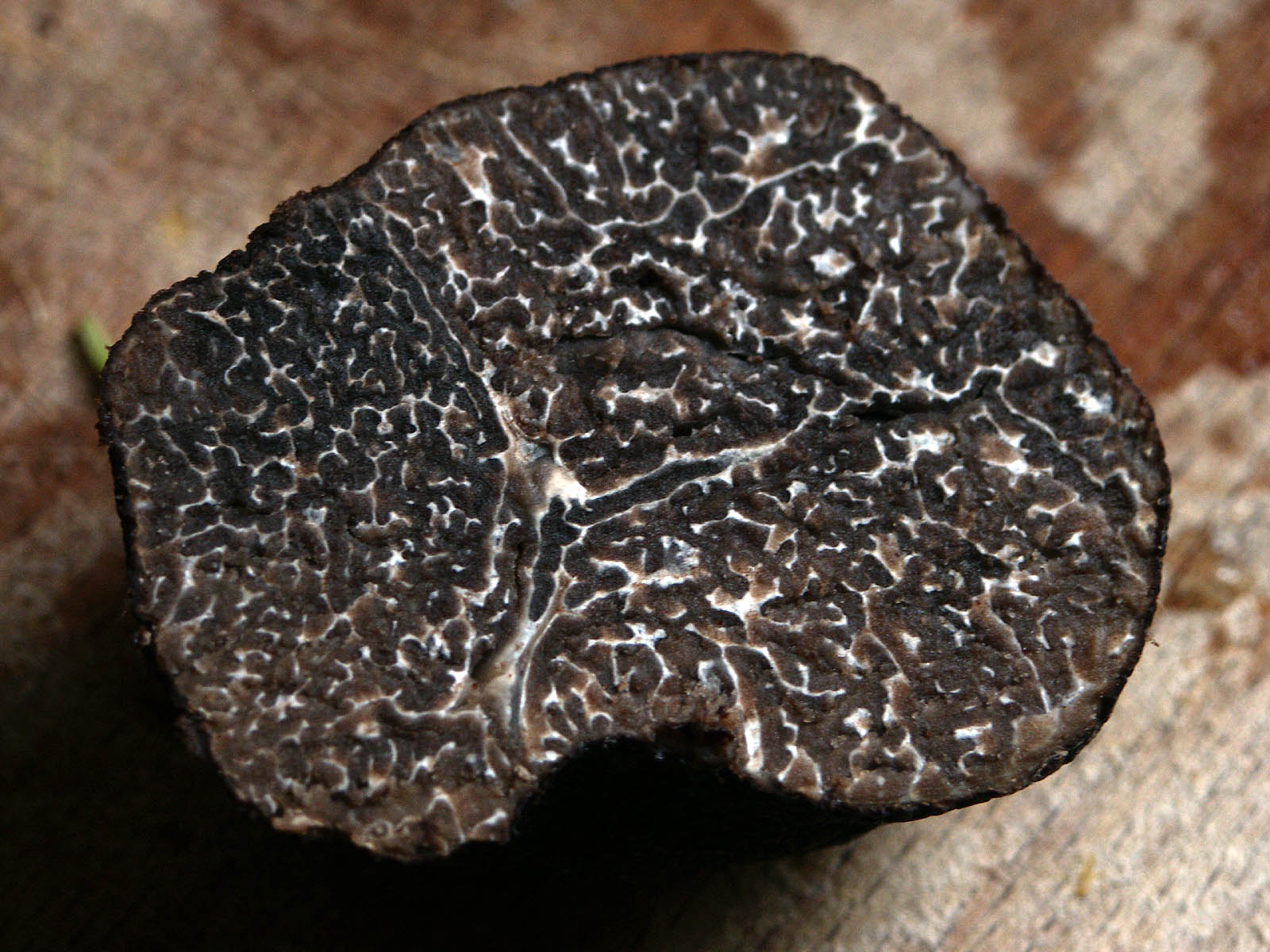
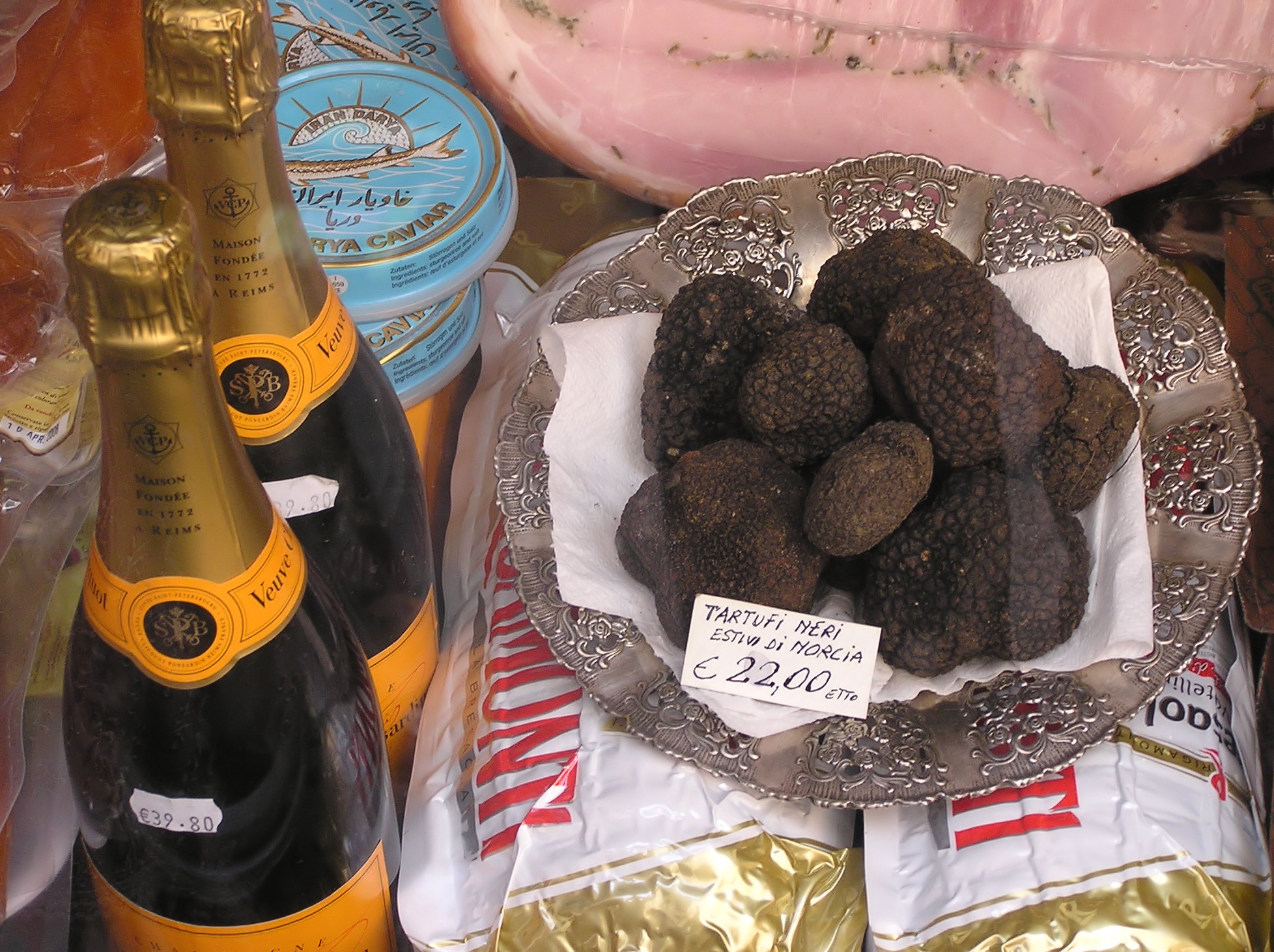
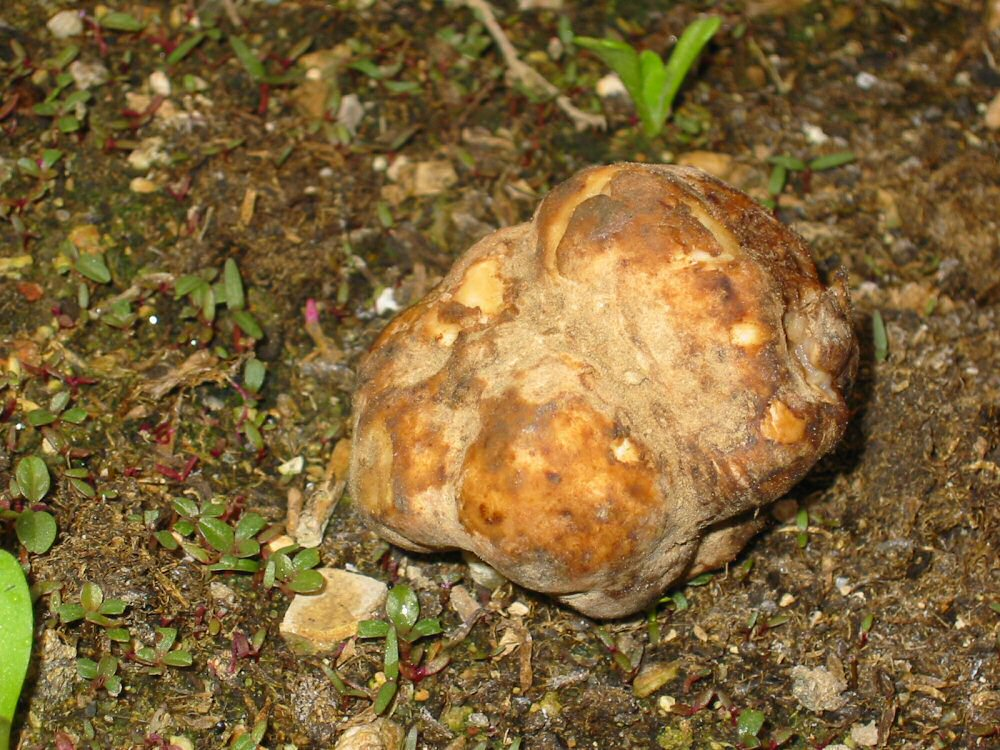
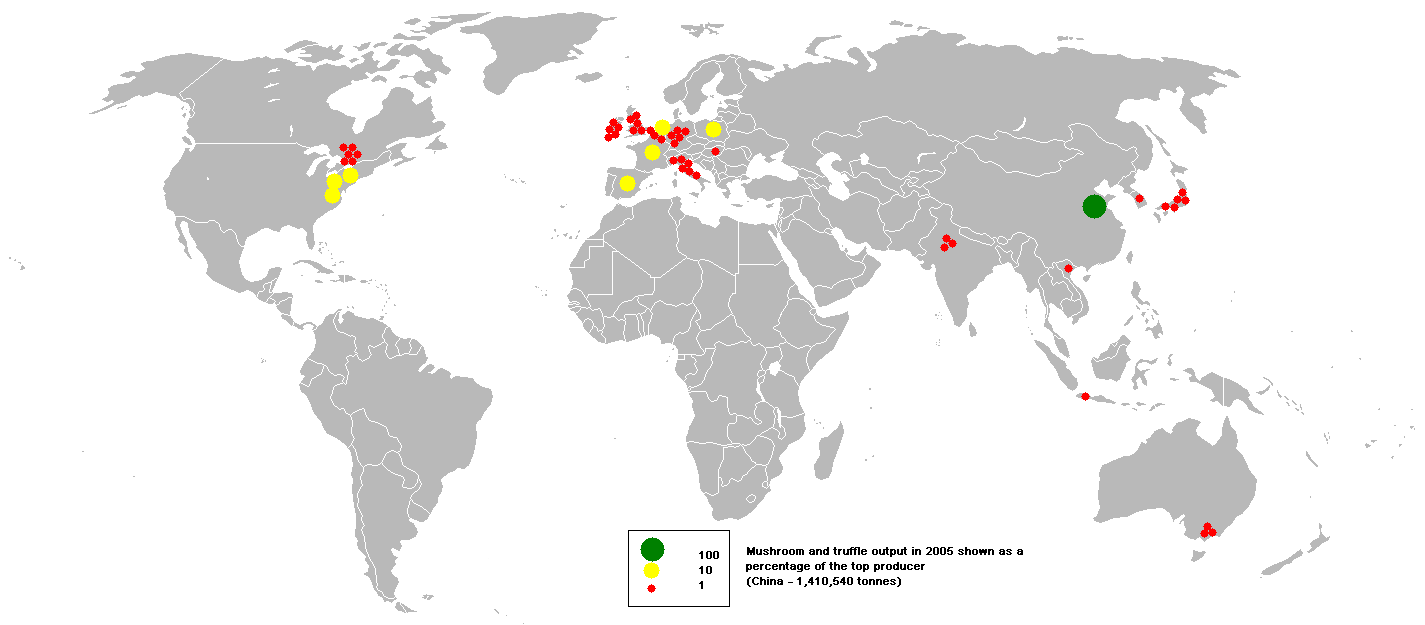
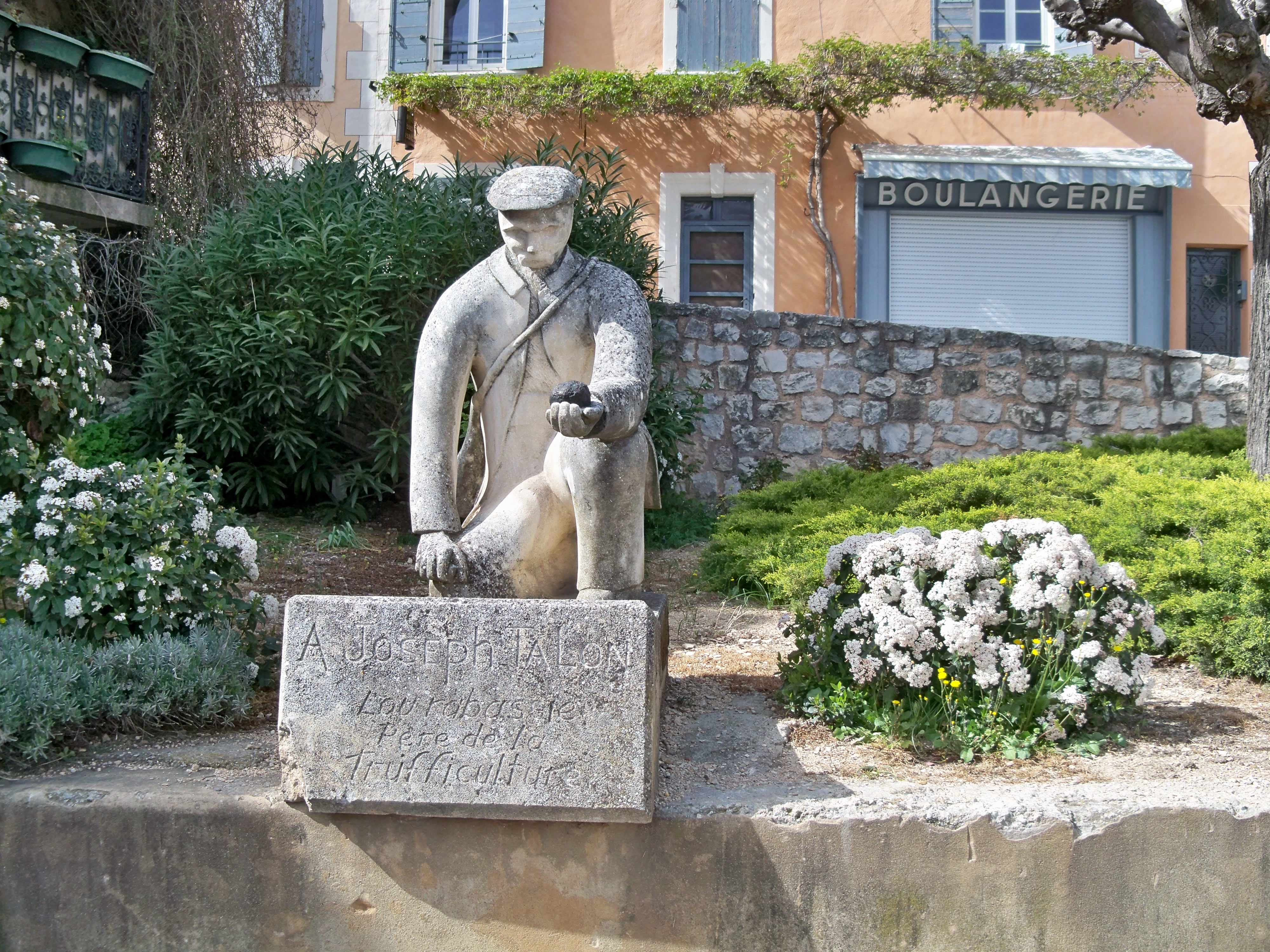